# سارا سالدانیا
سارا سالدانیا (اسپانیایی: Sara Saldaña‎؛ زادهٔ ۲۵ ژوئیهٔ ۲۰۰۰) شناگر زن شنای موزون اهل اسپانیا است.
وی در مسابقات کشوری و بین‌المللی در مجموع برندهٔ ۳ مدال طلا، ۲ مدال نقره، ۲ مدال برنز شده‌است.